# Josep Camins
Josep Camins (?-1770) fou músic, organista i mestre de capella a la vila d'Igualada des del 21 de febrer de 1739 fins al 1760.

## Biografia
Josep Camins va ser proposat el 25 de juny de 1738 per ocupar la plaça d’organista i mestre de Capella a l'església de la vila d’Igualada després que Joan Mestre havia deixat la vacant per defunció cinc dies abans. Aquesta proposta va ser presentada per un dels quatre regidors de la vila al Consell d’Igualada, que en un primer moment no va ser ben vista pels altres tres regidors pel fet que defensaven que l’havia d’ocupar una persona amb més coneixement i experiència.
L’1 de juliol de 1738, sota les pressions de Bernardo Santos, regent de la Reial Audiència en aquell moment, i en favor de Camins per ocupar la vacant, els regidors es van reunir una altra vegada per tractar el tema. Tot i això, l'administració local d'Igualada es mantenia en contra que ocupés la plaça, per manca d’habilitat, així doncs, un mes més tard, s'arribà a l'acord de convocar oposicions per a la vacant.
Tot seguit, el 20, 21 i 22 d’agost de 1738, es van dur a terme les oposicions, i el dia 23 d’agost el tribunal donaria el resultat final en què Camins obtindria una de les millors qualificacions que els seus contrincants: Jaume Casanovas, Anton Montells i Josep Carles. Tanmateix, una part de les autoritats de la comunitat religiosa d'Igualada es van oposar a què Camins pogués ocupar la plaça exercint plenament totes les funcions intrínseques en el càrrec perquè consideraven que hi havia hagut irregularitats en el procés d'elecció. De tota manera, el 21 de febrer de 1739 la comunitat va admetre a Camins en el magisteri i l'organistia. A més, Camins va rebre 40 lliures anuals pel seu càrrec oficial l'any 1743.
Durant el seu mestratge es va dur a terme la construcció del nou orgue major de la basílica de Santa Maria d'Igualada per Antoni Boscà. A més, amb el pas del temps, la feina de complir com a organista i mestre de capella va esdevenir un treball molt enrevessat per a Camins. Per tant, posat en comú amb Josep Carles, organista de la parroquial de Santa Coloma de Queralt des del 4 de juliol de 1756, van exposar una proposta el 21 de novembre de 1759 a la comunitat de preveres i posteriorment a l’Ajuntament i al bisbe de Vic anomenat Sarmentero, per tal de poder repartir-se les funcions. Finalment, al 1760, les funcions es van repartir de manera que Camins s'ocupava a tenir cura de l’orgue, mentre que Carles s'encarregarava de dirigir el cant pla en els oficis de la parroquial.